# Reinhold Tiling
Reinhold Tiling (13 de junio de 1893 – 11 de octubre de 1933) fue un ingeniero y piloto alemán, pionero en el campo de los cohetes.

## Biografía

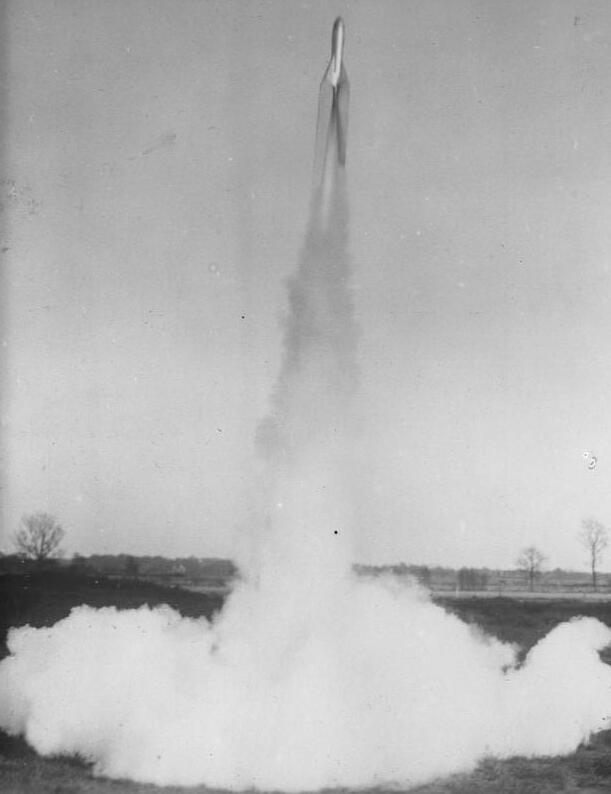
Despegue del cohete postal de Tiling

Tiling nació en Absberg, Reino de Baviera, hijo de un pastor eclesiástico. Poco después comenzó a estudiar ingeniería mecánica y electrotécnia. En 1915, en plena Primera Guerra Mundial, se presentó voluntario como piloto militar en la recién creada fuerza aérea alemana, la Luftstreitkräfte.
En 1926 pasó a ser controlador aéreo en el aeropuerto de Osnabrück. Empezó a explorar la tecnología de los cohetes durante este periodo, probablemente inspirado por el libro de Hermann Oberth titulado "Rakete zu den Planetenräumen" (En Cohete por el Espacio Planetario), comenzando sus primeros experimentos en 1928.
Desarrolló aviones-cohete reutilizables, que despegaban desde el suelo como cohetes y posteriormente desplegaban sus alas. Este principio era de algún modo parecido al utilizado por la NASA en los vuelos del Transbordador espacial. Su innovación también le permitió desarrollar cohetes con más alcance, optimizando el combustible necesario para el vuelo.
En 1929 Gisbert Freiherr von Ledebur (1899-1980) permitió utilizar a Tiling un taller en Ahrenshorst, lo que hizo posible que en junio de 1929 algunos de sus cohetes lograran alcanzar una altura de 1000 metros.
El 13 de marzo de 1931. Tiling y su colaborador Karl Poggensee consiguieron lanzar con éxito un cohete de propulsor sólido, que voló durante 11 segundos y alcanzó una altura de 1800 metros. Lanzamientos de cohetes aún más lejanos se realizaron en las semanas siguientes.
La prueba clave se llevó a cabo el 15 de abril de 1931, cuando Tiling demostró que un cohete para el servicio de correos podía transportar 188 postales fiablemente. Pruebas posteriores demostraron la eficacia y la fiabilidad de sus cohetes, que se hicieron famosos en Alemania, atrayendo un gran interés por parte del público. Estas demostraciones también atrajeron la atención de la marina alemana, la Reichsmarine, que había estado desarrollando cohetes para su uso militar desde 1929.
A pesar del apoyo de amigos y patrocinadores, el trabajo de Tiling fue lastrado por dificultades financieras. El 10 de octubre de 1933, el sobrecalentamiento de la pólvora necesaria para propulsar los cohetes, provocó una explosión en el taller de Ahrenshorst, en la que Tiling, su ayudante Angela Buddenboehmer, y su mecánico Friedrich Kuhr sufrieron graves quemaduras, a consecuencia de las cuales fallecerían al día siguiente. Tiling murió en Osnabrück, donde había sido trasladado.

## Eponimia
- El cráter lunar Tiling lleva este nombre en su memoria.[1]